# Alianța pentru Europa Națiunilor
Alianța pentru Europa Națiunilor (Alliance for Europe of the Nations în engleză, Alliance pour l'Europe des nations în franceză, Allianz für das Europa der Nationen în germană) este un partid politic european care este compus din partide naționaliste și eurosceptice. 
Președinte	Michał Kamiński[1]
Fondat	25 iunie 2002[2]
Dizolvat	2009[3]
Sediu	27 boulevard du Prince Henri, 1724 Luxemburg
Ideologie	Conservatorism
Conservatorism național[3]
Euroscepticismul
Afilierea internațională	Nici unul
Grupul Parlamentului European	Uniunea pentru Europa Națiunilor
Culori	Albastru, galben
Politica Uniunii Europene
Partide politice
Alegeri
Alianța pentru Europa Națiunilor a fost o partid politic paneuropean care s-a adunat conservator și național-conservator partidele politice de pe întregul continent.
Cuprins
1	Istorie
2	Finanțarea
3	Părțile membre
4	Referințe
Istorie
AEN a fost fondată în 2002, concepută pentru a completa existentul Uniunea pentru Europa Națiunilor grup în Parlamentul European. Mișcările către stabilirea unor subvenții standardizate pentru blocuri de finanțare pentru partidele politice europene au fost în acest moment în plină desfășurare, iar partidele afiliate la UEN au cerut unei organizații corespunzătoare să profite de ele.
Aproape imediat după înființare, AEN a început să scadă în ceea ce privește calitatea de membru și influență. La prima sa întâlnire, participanții au inclus-o pe cehă Partidul Democrat Civic, Portugheză CDS-PP, Israelian Likud, Irlandeză Fianna Fáil, Italiană Alianța Națională iar grecul Miting popular ortodox,[2] toate acestea au părăsit ulterior organizația.
AEN avea o linie politică național-conservatoare pe scară largă, dar mulți membri au fost inconfortabili cu acest lucru. A existat o mișcare puternică pentru centrist Fianna Fáil să părăsească AEN și să se alăture Partidul Liberal Democrat și Reformist European, ceea ce a făcut la 17 aprilie 2009. De asemenea, Alianța Națională, care în ciuda sa post-fascist fundalul a fost un partid moderat național-conservator care promovează puternic Integrarea europeană, a devenit incomod cu AEN și l-a lăsat pentru Partidul Popular European prin fuzionarea cu Forza Italia a forma Oamenii libertății petrecere la 27 martie 2009.
Deputații aleși din partidele sale membre erau așteptați să se afle în afiliați Uniunea pentru Europa Națiunilor (UEN) grup în Parlamentul European, dar UEN s-a prăbușit în 2009 în urma Alegeri pentru Parlamentul European din 2009, iar europarlamentarii din partidele membre AEN au fost împrăștiați pe tot teritoriul Conservatorii și reformiștii europeni și Europa libertății și a democrației grupuri și partide ale acestora la nivel european, Alianța conservatorilor și reformiștilor europeni și Mișcarea pentru o Europă a libertăților și a democrației.
După aceste realinieri, au rămas prea puține partide membre AEN pentru a-și păstra statutul de finanțat de UE partid politic la nivel european. Grantul acordat de AEN în 2009 a fost anulat.[4]
Finanțarea
Subvențiile acordate de Parlamentul European către AEN în perioada 2004-2010 au fost următoarele:[4][5]
An financiar	Subvenție inițială (EUR)	Finanțare finală (EUR)
2004/5	161 250[5]	83 964[5]
2005/6	450 000[5]	114 330[5]
2006/7	450 000[5]	144 809[5]
2007/8	300 000[5]	159 138[5]
2008/9	300 000[5]	206 375[4]
2009/10	577 150[4]	n / A[4]

Părțile membreEnciclopedie  site:wikiroro.top